# خاویر پورتیلو (بازیکن فوتبال اسپانیا)
خاویر پورتیلو (انگلیسی: Javier Portillo؛ زادهٔ ۳۰ مارس ۱۹۸۲) بازیکن فوتبال اهل اسپانیا است.
از باشگاه‌هایی که در آن بازی کرده‌است می‌توان به باشگاه فوتبال هرکولس، باشگاه فوتبال فیورنتینا، باشگاه فوتبال رئال مادرید، باشگاه فوتبال کلوب بروژ، باشگاه فوتبال رئال مادرید کاستیا، باشگاه خیمناستیک تاراگونا، باشگاه فوتبال لاس پالماس، و باشگاه فوتبال اوساسونا اشاره کرد.
وی همچنین در تیم ملی فوتبال زیر ۲۱ سال اسپانیا بازی کرده‌است.